# Witchcraft (film 1964)
Witchcraft è un film del 1964 diretto da Don Sharp.
La pellicola è prodotta dalla Lippert Films.

## Trama
Ritornata in vita dopo oltre tre secoli, la strega Vanessa Whitlock aiuta il suo discendente Morgan a vendicarsi della famiglia Lanier, colpevole di aver messo a morte la sua antenata e di essersi impadronita del patrimonio dei Whitlock. Nella cerchia dei Lanier iniziano allora a verificarsi delle morti inspiegabili e intanto la congrega riunitasi intorno a Vanessa e Morgan si prepara a celebrare un sabba, durante il quale sarà sacrificata Tracy Lanier. Morgan però ancora non sa che l'amore di sua nipote Amy per il giovane Todd Lanier darà una svolta imprevista al suo piano diabolico.